# Антонов Ивук
Анто́нов Иву́к (псевдоним, настоящее имя — Ива́н Андре́евич Анто́нов) (6 сентября 1918, Антоново, Уржумский уезд, Вятская губерния, Советская Россия — 29 сентября 1941, Йошкар-Ола, Марийская АССР) — марийский советский поэт, переводчик, педагог. Один из авторов письма марийского народа И. Сталину в честь 20-летия Марийской АССР (1941). Участник Великой Отечественной войны.

## Биография
Родился 6 сентября 1918 года в д. Антоново ныне Сернурского района республики Марий Эл в семье участника Первой мировой и Гражданской войн.
По окончании в 1927 году Мустаевской 7-летней школы в 1935—1938 годах — студент рабфака Марийского педагогического института им. Н. К. Крупской. Затем поступил в сам пединститут.
В начале Великой Отечественной войны был призван в РККА: два месяца служил в резервном полку в г. Саранске (Мордовия), но затем был комиссован из-за болезни глаз.
По возвращении домой, заночевав у своего друга, сотрудника НКВД В. А. Токтарова, 29 сентября 1941 года погиб от отравления угарным газом.

## Литературная деятельность
Начал заниматься стихотворным творчеством и публиковаться с 1933 года, первые стихотворения выходили в пионерской газете «Ямде лий». Стихотворение «Кунам окна ончыл куэм оралга...» («Когда перед окнами желтеет берёза…») стало хрестоматийным.
В годы учёбы на рабфаке МГПИ им. Н. К. Крупской много занимался литературным творчеством, принимал участие в работе литературного кружка. Его близким другом был поэт М. Большаков (М. Чойн). Во время учёбы в самом Марийском пединституте публиковал свои произведения в «Марий коммуне», «Молодом коммунисте», участвовал в конференциях марийских писателей, дружил с писателями. Здесь подружился с писателями Серг. Николаевым, П. Луковым и др.
При жизни не издал ни одной книги. Лучшие произведения в 1948 году изданы в сборнике «Пиалан жап» («Счастливое время»). Также в 1954 году посмертно издан его сборник «Стихи».
В 1941 году стал одним из авторов письма марийского народа И. Сталину в честь 20-летия образования Марийской АССР.
Перевёл на марийский язык произведения А. Пушкина, М. Лермонтова, В. Маяковского, Т. Шевченко, И. Франко, М. Исаковского, К. Чуковского, С. Маршака, М. Гафури и других классиков отечественной и мировой поэзии. В свою очередь отдельные поэтические произведения И. Антонова переведены на русский язык.

## Основные произведения
Далее представлены основные произведения И. Антонова:

### На марийском языке
- Шергылт, мурына!: почеламут // Пиалан илыш. — Йошкар-Ола, 1939. — № 1. — С. 21.
- Пырля бойыш лектына: почеламут // Ме сеҥена. — Йошкар-Ола, 1941.  — С. 56.
- Пиалан жап: почеламут сборник [Счастливое время: стихи]. — Йошкар-Ола, 1948. — 54 с.
- Почеламут сборник [Стихи]. — Йошкар-Ола, 1954. — 64 с.
- Шошо муро: почеламут // Чодыра памаш. — Йошкар-Ола, 1979. — С. 116.

### В переводе на русский язык
- Мои мечты: стихи / пер. Э. Левонтина // Марийские писатели. — Йошкар-Ола, 1941. — С. 15.

## Память
- Летом 2019 года в честь И. Антонова на его малой Родине, в д. Антоново Сернурского Марий Эл открыли памятную стелу[6][7].
- Республиканской детской газетой Марий Эл «Ямде лий» учреждена премия имени И. Антонова[1].
- 14 сентября 2018 года в Сернурском музейно-выставочном комплексе имени А. Конакова в Марий Эл отметили 100-летие со дня рождения поэта И. Антонова[4].